# Rhagodes trambustii
Rhagodes trambustii är en spindeldjursart som beskrevs av Lodovico di Caporiacco 1950. Rhagodes trambustii ingår i släktet Rhagodes och familjen Rhagodidae. Inga underarter finns listade i Catalogue of Life.